# Paróquia de Kõue
Kõue (em estoniano:  Kõue vald) é um município rural estoniano localizado na região de Harjumaa.